# Marie Baumeister

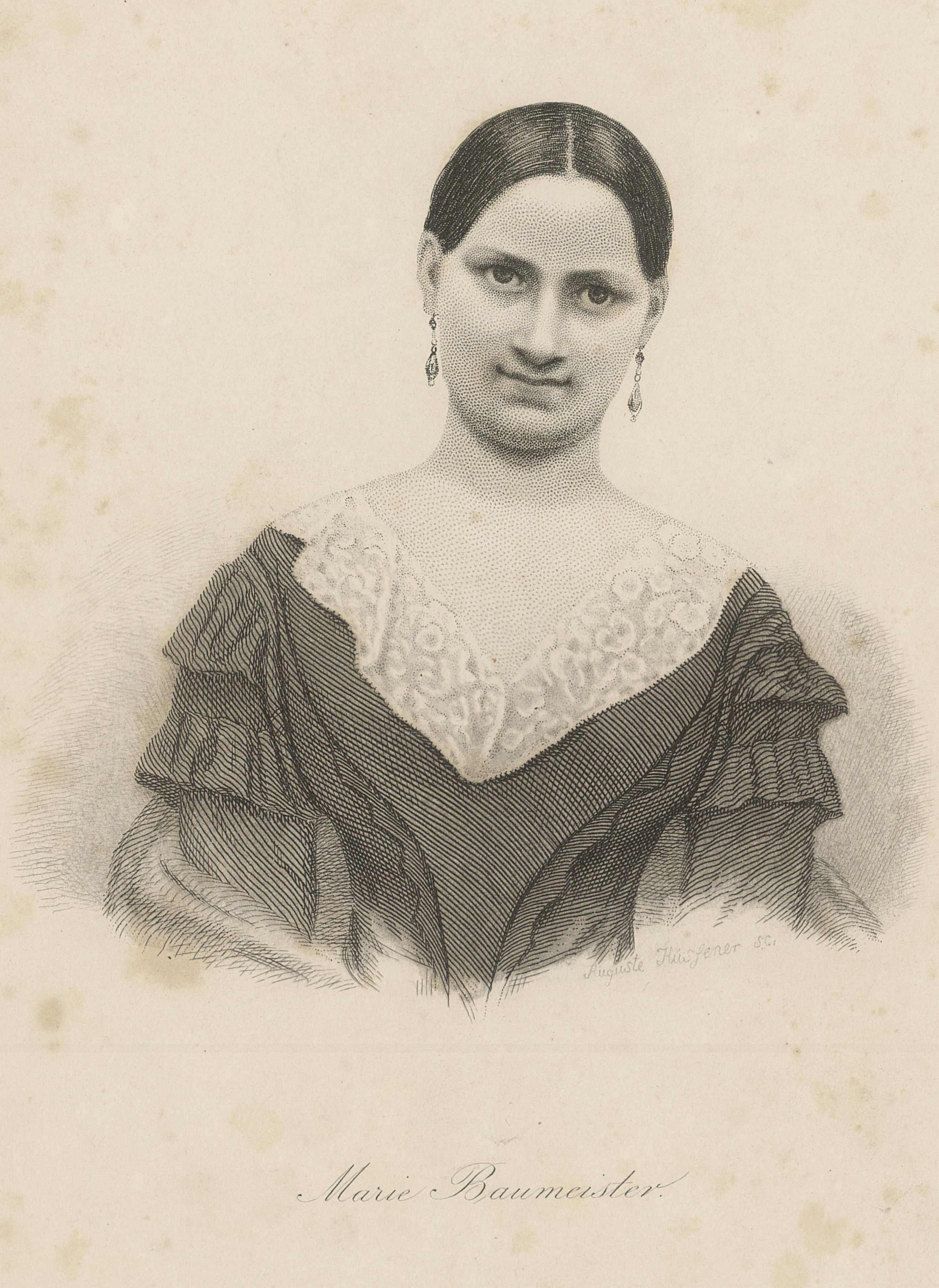
Marie Baumeister, Kupferstich von Auguste Hüssener

Marie Baumeister, eigentlich Marie Baumüller, verheiratete Hoffmann (* 1. Februar 1819 in Berlin, nach anderen Angaben am 20. Januar 1819 oder in den Jahren 1820 oder 1823; † 4. Mai 1887 in Dresden) war eine deutsche Schauspielerin. 

## Leben
Marie Baumeister debütierte 1843 in Danzig in der Rolle der Marie Winter in Karl Gutzkows Werner oder Herz und Welt und ging 1844 nach Riga, später nach Leipzig. In den Rollenfächern der Liebhaberin und Salondame war sie dort sehr erfolgreich. 1845 wechselte sie in ein unbefristetes Engagement an das Hoftheater Hannover, wo sie als Titelfigur in Kleists Schauspiel Das Käthchen von Heilbronn debütierte und sofort ein Publikumsliebling wurde.
1858 heiratete sie den Direktor des Theaters in der Josefstadt in Wien, Johann Hoffmann, und zog sich zunächst von der Bühne zurück, trat aber dann im Theater ihres Gatten immer wieder auf. Nach dem Tod ihres Ehemanns 1865 wandte sie sich den „älteren“ Rollenfächern zu und ging zunächst an das Stadttheater Hamburg (1866–1867), dann nach Leipzig (1868) und verbrachte die Jahre 1869 bis 1875 am Nationaltheater Mannheim. 1875–1876 trat sie am Thalia-Theater in Hamburg auf. Ihren Bühnenabschied feierte sie an der Stätte ihres Debüts, dem Stadttheater Danzig, in der Rolle der Mutter Fadet in Charlotte Birch-Pfeiffers Erfolgstück Die Grille.
Nach ihrem Rückzug von der Bühne zog sie 1878 nach Dresden.
Ihre Tochter Marie Hoffmann-Baumeister war 1874–1890 ebenfalls als Schauspielerin an mehreren deutschen Bühnen in Mannheim, Aachen, Görlitz, Hannover und Berlin tätig.
Sie war die Schwester von Wilhelm Baumeister und Bernhard Baumeister, ihre Nichte war Antonie Baumeister und ihre Schwägerin Therese Ringelhardt.